# Woodville (Teksas)
Woodville je gradić u američkoj saveznoj državi Teksas. Prema popisu stanovništva iz 2010. u njemu je živjelo 2.586 stanovnika.